# 矢掛警察署
矢掛警察署（やかげけいさつしょ）は、かつて岡山県小田郡矢掛町にあった岡山県警察の警察署。2006年4月1日から2023年1月3日までは「井原警察署矢掛幹部派出所」となっていたが翌日付で廃止された。

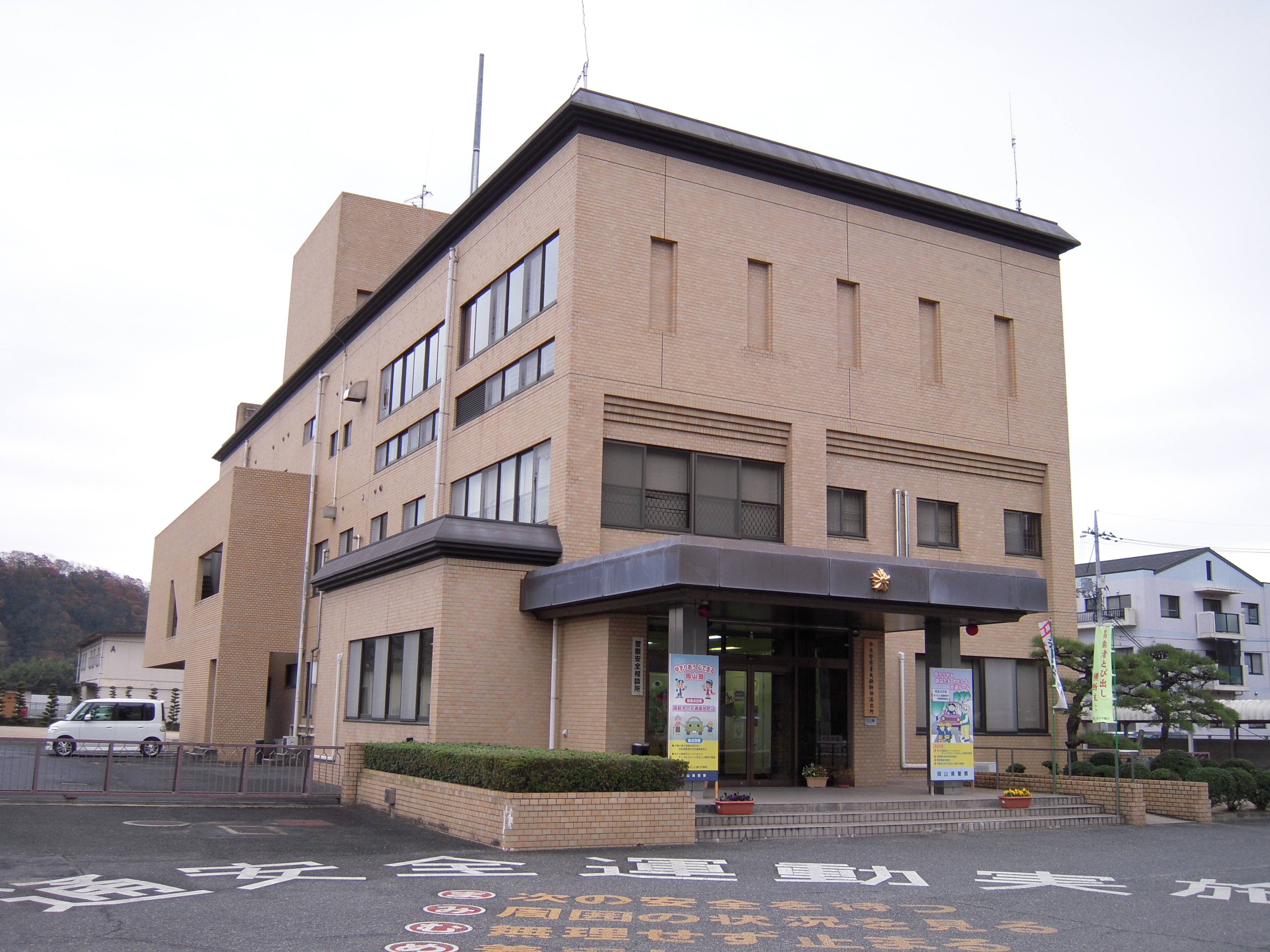
矢掛幹部派出所

## 所在地
- 岡山県小田郡矢掛町里山田925番地1

## 管轄区域
- 井原市美星地区
- 小田郡矢掛町

## 沿革
- 1876年6月 - 小田郡矢掛村に第3警察出張所第4巡査屯所を設置。
- 1877年2月 - 玉島警察署矢掛分署に改称。
- 1878年 - 笠岡警察署矢掛分署に改称。
- 1881年 - 玉島警察署矢掛分署に改称。
- 1886年 - 笠岡警察署矢掛分署に改称。
- 1926年 - 笠岡警察署から独立し、矢掛警察署を設置。
- 1948年 - 小田北地区警察署に改称。
- 1954年7月1日 - 矢掛警察署に改称。
- 2006年4月1日 - 管轄の美星町が井原市と合併したため矢掛警察署は井原警察署に業務統合。矢掛警察署の庁舎をそのまま利用した井原警察署矢掛幹部派出所が設置された。
- 2023年1月4日 - 井原警察署矢掛幹部派出所を廃止[1]。

## かつて管轄していた交番・駐在所

### 交番
（ ）の中は所在地。
- 矢掛駅前交番（小田郡矢掛町矢掛）

### 駐在所
（ ）の中は所在地。
- 東三成駐在所（小田郡矢掛町東三成）
- 小田駐在所（小田郡矢掛町小田）
- 下高末駐在所（小田郡矢掛町下高末）
- 本堀駐在所（小田郡矢掛町本堀）
- 三山駐在所（井原市美星町三山）
- 八日市駐在所（井原市美星町黒忠）